# Реймерс, Карл Иванович
Карл Ива́нович Ре́ймерс (1815—1886) — русский архитектор, академик архитектуры Императорской Академии художеств.

## Биография
Ещё до своего поступления в Императорскую Академию художеств, он занимался архитектурной практикой, так что, пробыв там всего год, он получил уже, 28-го декабря 1832 года, звание неклассного художника, а 30-го сентября 1838 года был уже возведён в звание академика за «проект художественного музея». Участвовал в конкурсе на сооружение церкви на поле Полтавского сражения (1841), в котором ему пришлось состязаться с А. П. Брюлловым, А. А. Тоном, Ф. Ф. Рихтером, А. М. Горностаевым и др. Несмотря на таких сильных конкурентов, проекты оказались настолько равны по достоинствам, что Совет Академии не решил дать которому-нибудь из них предпочтение и постановил «так как каждый из сих проектов имеет более или менее достоинств в художественном отношении, то препроводить оные, для дальнейших распоряжений, к г. Главноуправляющему путями сообщения и публичными зданиями». Два раза ему задавались программы на звание профессора: «проект Академии художеств с музеумом» (1846) и «проект университета» (1850), но, по неизвестным обстоятельствам, последнего звания он не получил. 
Главным образом, Реймерс заслужил известность, как весьма опытный строитель. Он состоял членом Техническо-Строительного Комитета Министерства Внутренних дел; кроме того, состоял на службе в Ведомстве Императрицы Марии и в Морском Министерстве. Им самим или по его проектам произведено много как казённых, так и частных построек, не только в Петербурге и его окрестностях, но и в других городах, — в Кронштадте, в Вильно, в Костроме, в Оренбурге, в Перми, в Петропавловском порту и др. Укажем из них: Каменную церковь на Митрофаньевском кладбище (разобрана после обрушения трёх куполов во время строительства); Повивальный Институт великой княгини Елены Павловны (1851); здание Бердовского чугунно-литейного завода, на Матисовом острове; ночлежный приют на 1000 человек с общенародной столовой, в Нарвской части (1873); дом госпожи Воейковой, в стиле Людовика XVI, на Невском проспекте (1873—1874); центральный рынок в Нарвской части (1876—1877); казармы на 2000 человек, в Перми (1878); театр, педагогический институт, дом дворянского собрания и дом для приюта бедных в Оренбурге (1870); дома почтового ведомства в Вильно (1881) и мн. др. Кроме того, он реставрировал татарскую мечеть в Оренбурге (1880), составил проект на перестройку Литовского тюремного замка и выстроил вновь, на основании обмеров Ф. Ф. Рихтера, древнюю церковь Ирины Великомученицы, при Главном Архиве Министерства Иностранных Дел, бывшем доме Нарышкиных в Москве.
Действительный статский советник. Имел награды: орден Святой Анны 1-й степени (1883). Герб рода Реймерса внесен в Часть 13 Общего гербовника дворянских родов Всероссийской империи. С. 137.

## Проекты и постройки

### Санкт-Петербург
- Дом департамента внешней торговли. Малый пр. ВО, 15Б — 6-я линия ВО, 53 (1835)[5]
- Доходный дом. Фонтанки наб., 53 (1835)
- Дом И. В. Кошанского. Большая Конюшенная ул., 15 (1838—1839)[6]
- Доходный дом Лерха (надстройка). Б. Морская ул., 25 — Гороховая ул., 11 (1838)
- Лесной институт. 2-й ассистентский корпус (перестройка). Институтский пер., 5к8 — Лесотехническая академия, 14 (1838—1840)[7]
- Доходный дом. Грибоедова наб.к., 96 — Малая Подьяческая ул., 2 (1839)[8]
- Дом придворного духовенства. Шпалерная ул., 52 (1840)[9][10]
- Доходный дом (правая часть). Поварской пер., 17 (1840—1841)[11]
- Адмиралтейский судостроительный завод. Особняк Ф. К. Берда. Корабельная наб., 4 — Фонтанки наб., 203ЭП (1844—1850)[12]
- Здание повивального института (надстройка и расширение). Фонтанки наб., 148 (1851)[13]
- Особняк С. В. Гвейера (перестройка). Английская наб., 70 — Галерная ул., 73 (1871)[14]
- Дом Ю. А. Воейковой (перестройка). Невский пр., 59 (1873—1874)[15]